# Lofepramina
A lofepramina é um fármaco antidepressivo tricíclico (TCA) da classe dos inibidores seletivos da recaptação de serotonina e noradrenalina usado para tratar a depressão. Os TCAs são nomeados assim pois compartilham a propriedade comum de ter três anéis em sua estrutura química. Como a maioria dos TCAs, acredita-se que a lofepramina trabalhe no alívio da depressão, aumentando as concentrações dos neurotransmissores noradrenalina e serotonina na sinapse, inibindo sua recaptação. É geralmente considerado um TCA de terceira geração, pois, diferentemente dos TCAs de primeira e segunda geração, é relativamente seguro em overdose e apresenta efeitos colaterais mais leves e menos frequentes.
A lofepramina não está disponível no Brasil, Estados Unidos, Canadá, Austrália, Nova Zelândia, entre outros países embora esteja disponível na Irlanda, Japão, África do Sul e Reino Unido, além de outros países.

## Usos médicos
No Reino Unido, a lofepramina tem seu uso licenciado para o tratamento de transtornos depressivos, que é seu principal uso na medicina.

## Contra-indicações
A lofepramina não deve ser usada, ou, se usada, com extrema cautela por pessoas com as seguintes condições:
- Doença cardiovascular[7]
- Função renal ou hepática comprometida[7]
- Glaucoma de ângulo estreito[7]
- No período de recuperação imediata após o infarto do miocárdio[7]
- Em arritmias (particularmente bloqueio cardíaco)[7]
- Mania[7]

Também não deve ser usada, ou, se usada, com extrema cautela naqueles que estão sendo tratados com amiodarona ou terfenadina.

### Gravidez e lactação
O uso da lofepramina durante a gravidez não é aconselhado, a menos que os benefícios superem claramente os riscos. Isso ocorre porque sua segurança durante a gravidez não foi estabelecida e estudos com animais mostraram algum potencial de dano se usados durante a gravidez. Se usado durante o terceiro trimestre da gravidez, pode causar respiração insuficiente para atender aos requisitos de oxigênio, agitação e sintomas de abstinência no bebê. Da mesma forma, seu uso por mulheres que amamentam é desaconselhado, exceto quando os benefícios superam claramente os riscos, devido ao fato de ser excretado no leite materno e, portanto, afetar adversamente o bebê. Embora a quantidade secretada no leite materno seja muito pequena para ser considerada prejudicial. Vale ressaltar que o uso de qualquer medicamento deve ser orientado por um médico ou cirurgião dentista.

## Efeitos colaterais
Os efeitos adversos mais comuns (que ocorrem em pelo menos 1% dos pacientes que fizeram uso da lofepramina) incluem agitação, ansiedade, confusão, tonturas, irritabilidade, sensações anormais, como alfinetadas e agulhadas, sem uma causa física, distúrbios do sono (por exemplo, insônia) e hipotensão ortostática (queda da pressão arterial ao levantar-se). Os efeitos colaterais menos frequentes incluem distúrbios do movimento (como tremores), precipitação de glaucoma de ângulo fechado e efeitos colaterais potencialmente fatais como íleo paralítico e síndrome neuroléptica maligna.
Os efeitos colaterais com frequência desconhecida incluem (mas não estão limitados a):
- Efeitos no trato digestivo:
  - Constipação
  - Diarreia
  - Xerostomia (boca seca)
  - Náusea
  - Disgeusia (gosto metálico)
  - Vômito
- Efeitos no sistema cardiovascular:
  - Arritmia cardíaca
  - Alterações no ECG
  - Bloqueio de ramo
  - Parada cardíaca (fatal)
  - Taquicardia
- Anormalidades no sangue:
  - Discrasia sanguínea
  - Alterações dos níveis de açúcar no sangue
  - Hiponatremia
- Efeitos nos seios:
  - Aumento dos seios, inclusive nos homens.
  - Galactorreia
- Efeitos sobre a pele:
  - Sudorese anormal
  - Alopecia
  - Urticária
  - Fotossensibilidade
  - Prurido
  - Exantema
- Efeitos psiquiátricos e neurológicos:
  - Delírios
  - Alucinações
  - Cefaleia
  - Hipomania / mania
  - Crises epiléticas
  - Comportamento suicida
- Outros efeitos:
  - Mudanças no apetite
  - Visão turva
  - Retenção urinária
  - Disartria
  - Problemas hepáticos
  - Acufeno
  - Disfunção sexual, como por exemplo disfunção erétil
  - Edema
  - Mudanças no peso

### Dependência
Não se sabe a respeito dos níveis de dependência causados pela lofepramina, porém, se parada abruptamente a sua administração após uso regular, pode causar efeitos de abstinência, como insônia, irritabilidade e transpiração excessiva.

## Overdose
Comparado a outros TCAs, a lofepramina é considerada menos tóxica em overdoses. O  tratamento da sobredosagem consiste em tentar reduzir a absorção do medicamento pelo corpo, se possível, usando lavagem gástrica e monitorando os efeitos adversos no coração.

## Interações medicamentosas
Sabe-se que a lofepramina interage com:
- Álcool. Aumentando os efeitos sedativos e hipnóticos.
- Altretamina. Apresentando risco de hipotensão postural.
- Analgésicos. Aumentando o risco de arritmias ventriculares.
- Anticoagulantes. A lofepramina pode inibir o metabolismo de certos anticoagulantes, levando a um risco potencialmente maior de sangramento.
- Anticonvulsivantes. Possivelmente reduzindo o efeito anticonvulsivante dos antiepiléticos, diminuindo o limiar convulsivo.
- Anti-histamínicos. Possível aumento de antimuscarínicos (risco potencialmente crescente de íleo paralítico, entre outros efeitos) e efeitos sedativos e hipnóticos.
- Antimuscarínicos. Possível aumento de efeitos colaterais dos antimuscarínicos.
- Ansiolíticos e hipnóticos. Efeito sedativo aumentado.
- Apraclonidina. Combinação deve ser evitada de acordo com o fabricante da apraclonidina.
- Brimonidina. Combinação deve ser evitada de acordo com o fabricante da brimonidina.
- Clonidina. A lofepramina pode reduzir os efeitos anti-hipertensivos da clonidina.
- Diazóxido. Efeito hipotensor (redução da pressão arterial) aumentado, ou seja, gerando maior redução da pressão arterial.
- Digoxina. Pode aumentar o risco de arritimia cardíaca.
- Dissulfiram. Pode ser necessária uma redução da dose de lofepramina quando há a necessidade do uso do dissulfiram.
- Diuréticos. Aumentando o risco de hipotensão postural.
- Cimetidina, diltiazem e verapamil. Pode aumentar a concentração de lofepramina no plasma sanguíneo.
- Hidralazina. Aprimore o efeito hipotensor.
- Inibidores da monoamina oxidase (MAOIs). Aconselha-se não iniciar o tratamento com a lofepramina por pelo menos 2 semanas após a interrupção de tratamento com os MAOIs. De mesmo modo, recomenda-se que o tratamento com os MAOIs não seja iniciado por pelo menos 1 a 2 semanas após a interrupção do tratamento com as TCAs como a lofepramina.
- Moclobemida. Recomenda-se que o tratamento com a moclobemida não seja iniciada por pelo menos uma semana após a interrupção do tratamento com as TCAs como a lofepramina.
- Nitratos. Pode reduzir os efeitos dos comprimidos sublinguais de nitratos (falha na dissolução sob a língua devido à boca seca).
- Rifampicina. Pode acelerar o metabolismo da lofepramina, diminuindo assim as concentrações plasmáticas de lofepramina.
- Ritonavir. Pode aumentar a concentração de lofepramina no plasma sanguíneo.
- Nitroprussiato de sódio. Efeito hipotensor aprimorado.
- Hormonas da tiroide. Os efeitos da lofepramina no coração podem ser exacerbados.